# Lamothe (Landy)
Lamothe – miejscowość i gmina we Francji, w regionie Nowa Akwitania, w departamencie Landy.
Według danych na rok 1990 gminę zamieszkiwało 367 osób, a gęstość zaludnienia wynosiła 29 osób/km² (wśród 2290 gmin Akwitanii Lamothe plasuje się na 822. miejscu pod względem liczby ludności, natomiast pod względem powierzchni na miejscu 899.).